# 플레이리스트 (기업)
플레이리스트 주식회사(영어: Playlist Corp.)는 대한민국의 웹 시리즈 제작사이다.
네이버의 계열사로, 네이버 웹툰을 운영하는 네이버웹툰 유한회사와 카메라 소프트웨어 SNOW를 개발한 스노우 주식회사의 투자로 2017년 설립되었다.

## 작품 목록
플레이리스트는 오리지널 작품을 제작할 때 플리버스 라는 가상의 세계관을 기반으로 작품을 제작하고 있다.

### 드라마
다음은 플레이리스트가 단독 제작한 드라마 일람이다.
| 연도 | 방송사       | 제목                               | 편성           | 비고        |
| ---- | ------------ | ---------------------------------- | -------------- | ----------- |
| 2017 | 플레이리스트 | 연애플레이리스트                   | 목요일, 토요일 | 웹드라마    |
| 2017 | 플레이리스트 | 열일곱                             | 목요일, 토요일 | 웹드라마    |
| 2017 | 플레이리스트 | 연예플레이리스트 시즌2             | 목요일, 토요일 | 웹드라마    |
| 2017 | 플레이리스트 | 옐로우                             | 목요일, 토요일 | 웹드라마    |
| 2018 | 플레이리스트 | 이런 꽃 같은 엔딩                  | 목요일, 토요일 | 웹드라마    |
| 2018 | 플레이리스트 | 연애포차                           | 목요일, 토요일 | 웹드라마    |
| 2018 | 플레이리스트 | 하찮아도 괜찮아                    | 목요일, 토요일 | 웹드라마    |
| 2018 | 플레이리스트 | 에이틴                             | 수요일, 일요일 | 웹드라마    |
| 2018 | 플레이리스트 | 한입만                             | 목요일, 토요일 | 웹드라마    |
| 2018 | 플레이리스트 | 연예플레이리스트 시즌3             | 목요일, 토요일 | 웹드라마    |
| 2018 | 플레이리스트 | 하지 말라면 더 하고 19             | 수요일, 일요일 | 웹드라마    |
| 2018 | 플레이리스트 | WHY                                | 목요일, 토요일 | 웹드라마    |
| 2019 | 플레이리스트 | 리필                               | 목요일, 토요일 | 웹드라마    |
| 2019 | 플레이리스트 | 한입만 시즌2                       | 수요일, 토요일 | 웹드라마    |
| 2019 | 플레이리스트 | 에이틴 2                           | 목요일, 일요일 | 웹드라마    |
| 2019 | 플레이리스트 | 최고의 엔딩                        | 수요일, 토요일 | 웹드라마    |
| 2019 | MBC          | 최고의 엔딩                        | 금요일         | 심야 드라마 |
| 2019 | 플레이리스트 | 연애플레이리스트 시즌4             | 수요일, 토요일 | 웹드라마    |
| 2019 | 플레이리스트 | 인서울 - 내가 독립하는 유일한 방법 | 월요일, 화요일 | 웹드라마    |
| 2019 | JTBC         | 인서울 - 내가 독립하는 유일한 방법 | 일요일         | 심야 드라마 |
| 2019 | 플레이리스트 | 다시 만난 너                       | 목요일, 일요일 | 웹드라마    |
| 2019 | 플레이리스트 | 나의 이름에게                      | 수요일, 토요일 | 웹드라마    |
| 2019 | 플레이리스트 | 크리스마스가 싫은 네 가지 이유     | 수요일, 토요일 | 웹드라마    |
| 2020 | 플레이리스트 | 엑스엑스 (xx)                      | 수요일, 목요일 | 웹드라마    |
| 2020 | MBC          | 엑스엑스 (xx)                      | 금요일         | 심야 드라마 |
| 2020 | 플레이리스트 | 또한번 엔딩                        | 토요일, 일요일 | 웹드라마    |
| 2020 | 플레이리스트 | 인서울2                            | 화요일, 금요일 | 웹드라마    |
| 2020 | JTBC         | 인서울2                            | 금요일         | 심야 드라마 |
| 2020 | 플레이리스트 | 만찢남녀                           | 목요일, 일요일 | 웹드라마    |
| 2020 | MBC 드라마넷 | 만찢남녀                           | 금요일         |             |
| 2020 | 플레이리스트 | 트웬티트웬티                       | 수요일, 토요일 | 웹드라마    |
| 2020 | JTBC         | 트웬티트웬티                       | 일요일         | 심야 드라마 |
| 2020 | 플레이리스트 | 내리겠습니다 지구에서              | 금요일         | 웹드라마    |
| 2020 | 플레이리스트 | My Fuxxxxx Romance                 | 목요일, 일요일 | 웹드라마    |
| 2020 | 플레이리스트 | 잘 하고 싶어                       | 목요일, 금요일 | 웹드라마    |
| 2021 | 플레이리스트 | 블루버스데이                       | 금요일, 토요일 | 웹드라마    |
| 2021 | 왓챠         | 팽                                 | 금요일, 토요일 | 웹드라마    |
| 2022 | Seezn        | 소년비행                           |                | 웹드라마    |
| 2022 | Seezn        | 소년비행2                          |                | 웹드라마    |
| 2022 | 네이버 나우  | 미미쿠스                           | 수요일, 금요일 | 웹드라마    |

### 영화
| 연도 | 제목     | 감독   | 비고         |
| ---- | -------- | ------ | ------------ |
| 2018 | 브로젝트 | 김태현 | 2부작 웹영화 |
| 2019 | 러브버즈 | 장현호 | 웹영화       |

### 웹예능
- 찍히면 죽는다
- 이세퀴 시즌1
- 이세퀴 시즌2
- 돌들의 침묵
- 랜덤문답
- 찐들의 세계 (선미의 찐세계)
- 뮤지광 컴퍼니

## 협력 제작
| 연도 | 방송사       | 제목        | 협력                      | 비고       |
| ---- | ------------ | ----------- | ------------------------- | ---------- |
| 2020 | 플레이리스트 | 라이브온    | JTBC 스튜디오 · 키이스트  | 웹드라마   |
| 2020 | JTBC         | 라이브온    | JTBC 스튜디오 · 키이스트  | 월화드라마 |
| 2021 | TVING        | 백수세끼    | STUDIO N                  | 웹드라마   |
| 2022 | 웨이브       | 청춘 블라썸 | 재담미디어 · 코퍼스코리아 | 드라마     |
| 2023 | KBS2         | 디어엠      | 몬스터유니온              | 금요드라마 |